# Joanna Duda-Gwiazda

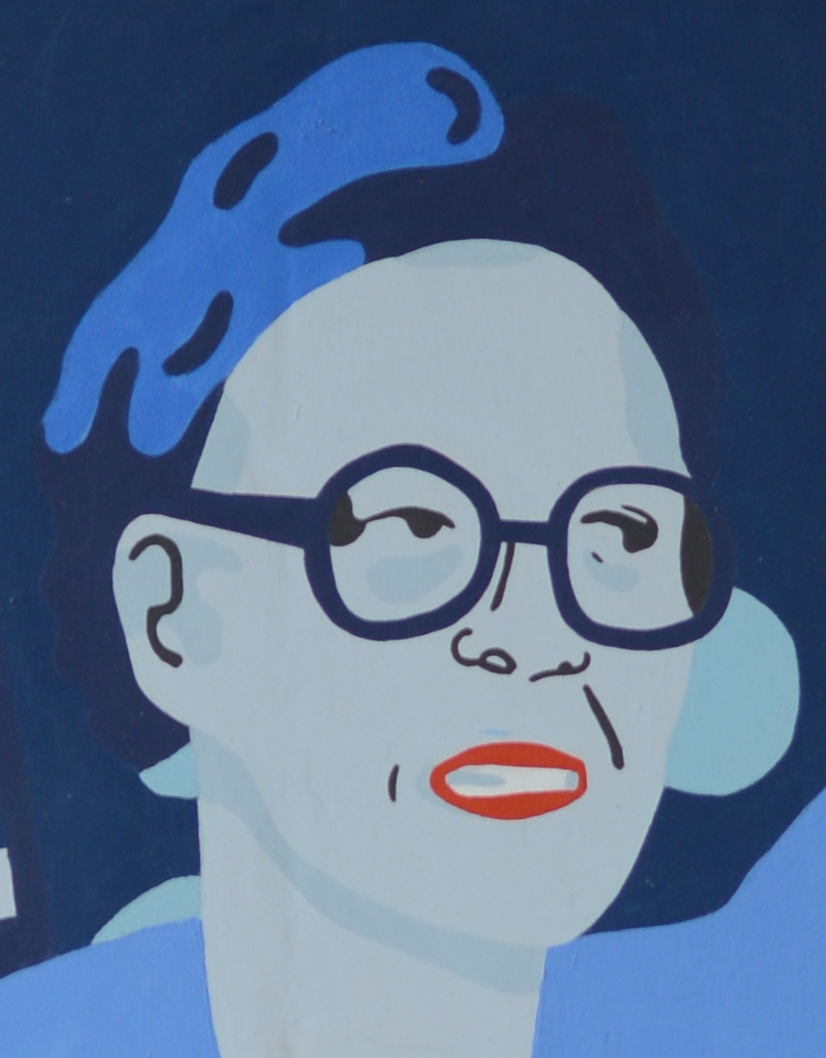
Wizerunek Joanny Dudy-Gwiazdy na muralu „Kobiety Wolności” w Gdańsku

Joanna Beata Duda-Gwiazda (ur. 11 października 1939 w Krzemieńcu) – polska inżynier okrętowiec, publicystka, działaczka opozycji demokratycznej w PRL, dama Krzyża Wielkiego Orderu Odrodzenia Polski i Orderu Orła Białego.

## Życiorys

### Wykształcenie i praca zawodowa
W 1963 ukończyła studia na Wydziale Budowy Okrętów Politechniki Gdańskiej – specjalność maszyny i siłownie okrętowe. Od 1963 do 1965 była głównym technologiem w Stoczni Jachtowej w Gdańsku. Następnie, do 1971 pracowała w Centralnym Biurze Konstrukcji Okrętowych. Od 1971 do 1999 była zatrudniona w Centrum Techniki Okrętowej. W 2000 przeszła na emeryturę. W 1967 wstąpiła do Klubu Wysokogórskiego.

### Działalność polityczna i społeczna
Od 1962 do 1968 należała do Polskiej Zjednoczonej Partii Robotniczej. Następnie działała w opozycji demokratycznej. W 1976 wspólnie z mężem napisała list otwarty do Sejmu w obronie Komitetu Obrony Robotników (KOR-u), za co otrzymali zakaz opuszczania kraju. Od 1978 działała w Wolnych Związkach Zawodowych Wybrzeża, redaktorka związkowego pisma „Robotnik Wybrzeża”. W październiku 1979 uczestniczyła w proteście głodowym w kościele Świętego Krzyża w Warszawie, podjętym w ramach solidarności z aresztowanymi działaczami czechosłowackiej Karty 77.
W sierpniu 1980 uczestniczyła w strajku w Stoczni Gdańskiej. Była współautorką 21 postulatów MKS. Po powstaniu "Solidarności" zasiadała w Prezydium Międzyzakładowego Komitetu Strajkowego w Stoczni Gdańskiej i była jego rzecznikiem prasowym. W latach 1980–1981 była członkinią gdańskiego Zarządu Regionu NSZZ „Solidarność”.
13 grudnia 1981 została internowana. Zwolniono ją 22 lipca 1982. W latach 1982–1983 wydawała pismo „Skorpion”, natomiast w latach 1983–1986, 1989–1997 – „Poza Układem”. Należała do przeciwników Okrągłego Stołu. Jest stałą współpracowniczką „Nowego Obywatela” (dawniej „Obywatel”).
W lutym 2007 wraz ze swoim mężem zaangażowała się w obronę Doliny Rospudy przed jej zniszczeniem w wyniku budowy obwodnicy Augustowa. W 2011 weszła w skład Rady Stowarzyszenia Solidarni 2010.
Weszła w skład komitetu wspierającego kandydaturę Karola Nawrockiego na prezydenta RP w wyborach w 2025.
Wraz z mężem jest bohaterką wywiadów-rzek pt. Gwiazdozbiór w »Solidarności« (ISBN 978-83-926008-1-7) oraz Historia przyznała nam rację (ISBN 978-83-8079-001-8), których autorem i redaktorem jest Remigiusz Okraska oraz, w przypadku drugiej z wymienionych, Agnieszka Niewińska.

## Odznaczenia, wyróżnienia, upamiętnienia
W 2000 otrzymała tytuł honorowego obywatela miasta Gdańska. Postanowieniem prezydenta Lecha Kaczyńskiego z 3 maja 2006 „za wybitne zasługi w działalności na rzecz przemian demokratycznych w Polsce” została odznaczona Krzyżem Wielkim Orderu Odrodzenia Polski. W 2016 została odznaczona przez prezydenta Andrzeja Dudę za zasługi w działalności na rzecz niepodległości i suwerenności Polski oraz respektowania praw człowieka w Polskiej Rzeczypospolitej Ludowej Krzyżem Wolności i Solidarności. W 2021 otrzymała Order Orła Białego.
W 2019 jej wizerunek znalazł się na muralu „Kobiety Wolności” na stacji PKM Strzyża w Gdańsku.

## Życie prywatne
W 1961 wyszła za mąż za Andrzeja Gwiazdę.

## Publikacje książkowe
- Polska wyprawa na Księżyc, Prószyński i S-ka, 2001; ISBN 83-7255-610-5.
- Poza układem. Publicystyka z lat 1988–2006, Obywatel, 2008; ISBN 978-83-926008-0-0 (zawiera także teksty Andrzeja Gwiazdy).
- Krótki kurs nowomowy, Stowarzyszenie „Obywatele Obywatelom”, 2013; ISBN 978-83-934530-0-9.